# Ropalidia excavata
Ropalidia excavata är en getingart som beskrevs av Giordani Soika 1977. Ropalidia excavata ingår i släktet Ropalidia och familjen getingar. Inga underarter finns listade i Catalogue of Life.